# Chiave di volta (asterismo)

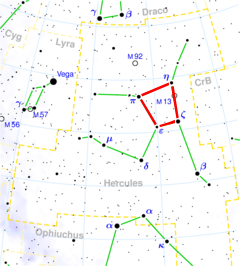
L'asterismo della Chiave di Volta.

L'asterismo della Chiave di volta è un gruppo di stelle dell'emisfero boreale, coincidente con parte della costellazione di Ercole.

## Osservazione
La Chiave di volta deve il suo nome alla disposizione di alcune stelle, che ricorda una chiave di volta, ossia una pietra cuneiforme posta al vertice di un arco; in particolare, il quadrilatero centrale delle stelle π, η, ε e ζ Herculis. L'asterismo ha una declinazione media di 35° nord, dunque si rende visibile nell'emisfero boreale per gran parte dell'anno, mentre nell'emisfero sud è visibile soltanto per pochi mesi; il periodo più adatto è comunque quello della primavera boreale, da marzo fino a giugno.
Nel lato occidentale dell'asterismo è visibile l'ammasso globulare M13, il più brillante dell'emisfero boreale.